# Магнахар
Магнахар (на латински: Magnacharius; на немски: Magnachar) е според епископ Марий Авентиценсис от 555 до 565 г. франкско – алемански дукс (херцог) в диоцеза Авентикум.
Той наследява Бутилин. Неговият наследник като херцог става Ваефар.
Магнахар е баща на Маркатруда, която преди 561 г. се омъжва за Гунтрам, франкски крал в Орлеан.